# Skidskytte vid olympiska vinterspelen 2006

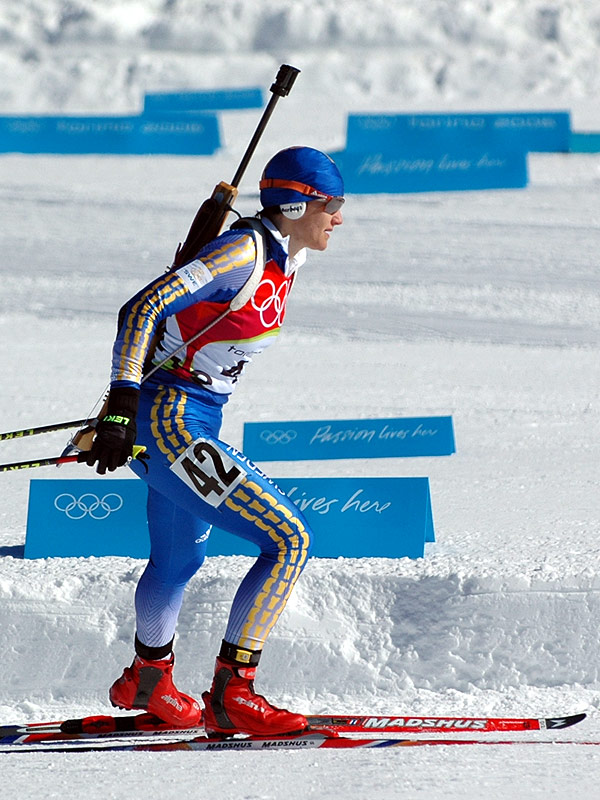
Anna Carin Olofsson från Sverige vann en guld- och en silvermedalj under spelen.

Olympiska vinterspelen 2006 - Skidskytte. Masstart är en ny distans på det olympiska programmet, och finns med både för herrar och för damer.

## Herrar

### Distanslopp, 20 kilometer
| Medalj | Person               | Land     | Tid      |
| Guld   | Michael Greis        | Tyskland | 54.23,0  |
| Silver | Ole Einar Bjørndalen | Norge    | + 0.16,0 |
| Brons  | Halvard Hanevold     | Norge    | + 1.31,7 |

#### Svenska placeringar
- Carl Johan Bergman, 23
- Björn Ferry, 28
- David Ekholm, 35
- Mattias Nilsson, 44

Loppet ägde rum under den första tävlingsdagen, 11 februari 2005.
Michael Greis vann loppet före Ole Einar Bjørndalen. Inför sista skjutningen hade Bjørndalen bommat två skott och därmed fått två tilläggsminuter medan Greis bara fått en tilläggsminut. Bjørndalen sköt fullt, men det trasslade vid det sista skottet och han fick sätta in en ny patron och tappade några sekunder. Han gick ut 20 sekunder efter Greis. Man trodde att det skulle bli en väldigt jämn kamp om segern, men Bjørndalen lyckades inte ta in tyskens försprång.

### Sprint, 10 kilometer
| Medalj | Person           | Land     | Tid      |
| Guld   | Sven Fischer     | Tyskland | 26.11,6  |
| Silver | Halvard Hanevold | Norge    | + 0.08,2 |
| Brons  | Frode Andresen   | Norge    | + 0.19,7 |

### Jaktstart
| Medalj | Person               | Land      | Tid      |
| Guld   | Vincent Defrasne     | Frankrike | 35.20,2  |
| Silver | Ole Einar Bjørndalen | Norge     | + 0.02,7 |
| Brons  | Sven Fischer         | Tyskland  | + 0.15,6 |

### Stafett, 4 x 7,5 kilometer
| Medalj | Land      | Personer                                                          | Tid                               |
| Guld   | Tyskland  | Ricco Gross, Michael Rösch, Sven Fischer, Michael Greis           | 1:21.51,5 (8 bom - 1 straffrunda) |
| Silver | Ryssland  | Ivan Tjeresov, Sergej Tjepikov, Pavel Rostovtsev, Nikolaj Kruglov | + 0.20,9 (6 bom - 0 straffrundor) |
| Brons  | Frankrike | Julien Robert, Vincent Defrasne, Ferréol Cannard, Raphaël Poirée  | + 0.43,6 (6 bom - 0 straffrundor) |

#### Svensk placering
- Sverige (Jakob Börjesson, Björn Ferry, Mattias Nilsson, Carl Johan Bergman) - 4 slagna på målfoto av Frankrike (12 bom - 0 straffrundor)

### Masstart 15 km
| Medalj | Person               | Land     | Tid      |
| Guld   | Michael Greis        | Tyskland | 47.20,0  |
| Silver | Tomasz Sikora        | Polen    | + 0.06,3 |
| Brons  | Ole Einar Bjørndalen | Norge    | + 0.12,3 |

#### Svenska placeringar
- 14 - Mattias Nilsson Sverige 48.37,7 (1)
- 18 - Björn Ferry Sverige 48.56,4 (2)
- 29 - Carl Johan Bergman Sverige 50.54,4 (4)

## Damer

### Distanslopp, 15 kilometer
| Medalj | Person                | Land     | Tid      |
| Guld   | Svetlana Isjmouratova | Ryssland | 49.24,1  |
| Silver | Martina Glagow        | Tyskland | + 1.10,8 |
| Brons  | Albina Achatova       | Ryssland | + 1.30,9 |

#### Svenska placeringar
- Anna Carin Olofsson, 15

### Sprint, 7,5 kilometer
| Medalj | Person                  | Land      | Tid      |
| Guld   | Florence Baverel-Robert | Frankrike | 22.31,4  |
| Silver | Anna Carin Olofsson     | Sverige   | + 0.02,4 |
| Brons  | Lilia Jefremova         | Ukraina   | + 0.06,6 |

### Jaktstart
| Medalj | Person          | Land     | Tid      |
| Guld   | Kati Wilhelm    | Tyskland | 39.43,6  |
| Silver | Martina Glagow  | Tyskland | + 1.13,6 |
| Brons  | Albina Achatova | Ryssland | + 1.21,4 |

### Stafett, 4 x 6 kilometer
| Medalj | Land      | Personer                                                                    | Tid                                |
| Guld   | Ryssland  | Anna Bogali-Titovets, Svetlana Isjmouratova, Olga Saitzeva, Albina Achatova | 1:16.12,5 (2 bom - 0 straffrundor) |
| Silver | Tyskland  | Martina Glagow, Andrea Henkel, Katrin Apel, Kati Wilhelm                    | + 0.50 (8 bom - 1 straffrunda)     |
| Brons  | Frankrike | Delphyne Peretto, Florence Baverel-Robert, Sylvie Becaert, Sandrine Bailly  | + 2.26 (8 bom - 0 straffrundor)    |

### Masstart 12,5 km
| Medalj | Person              | Land     | Tid      |
| Guld   | Anna Carin Olofsson | Sverige  | 40.36,5  |
| Silver | Kati Wilhelm        | Tyskland | + 0.18,8 |
| Brons  | Uschi Disl          | Tyskland | + 0.41,9 |